# Temporada de Fórmula 3000 de 1996
A Temporada de Fórmula 3000 de 1996 foi a décima-segunda da história da categoria. Teve como campeão o alemão Jörg Müller, da equipe RSM Marko, derrotando o sueco Kenny Bräck, da Super Nova Racing, por apenas três pontos (52 a 49).
Realizado entre os dias 11 de maio e 12 de outubro de 1996, este foi o primeiro campeonato em que cada equipe usou o mesmo conjunto de chassi, motor e pneus (Lola/Zytek-Judd/Avon).

## Equipes e pilotos
| Equipe                    | Nº | Piloto               | Corridas  |
| ------------------------- | -- | -------------------- | --------- |
| Super Nova Racing         | 1  | Kenny Bräck          | Todas     |
| Super Nova Racing         | 2  | Marcos Gueiros       | Todas     |
| Madgwick International    | 3  | Pedro Couceiro       | 1-6       |
| Madgwick International    | 4  | Marc Rostan          | 9-10      |
| Nordic Racing             | 5  | Elton Julian         | Todas     |
| Nordic Racing             | 6  | Akira Iida           | Todas     |
| DAMS                      | 7  | Jean-Philippe Belloc | Todas     |
| DAMS                      | 8  | Laurent Rédon        | Todas     |
| Apomatox                  | 9  | Christophe Tinseau   | Todas     |
| Apomatox                  | 10 | Cyrille Sauvage      | Todas     |
| RSM Marko                 | 11 | Olivier Tichy        | Todas     |
| RSM Marko                 | 33 | Jörg Müller          | Todas     |
| Durango Equipe            | 14 | Christian Pescatori  | Todas     |
| Durango Equipe            | 15 | Fabrizio Gollin      | Todas     |
| Draco Engineering         | 16 | Ricardo Zonta        | Todas     |
| Draco Engineering         | 17 | Alexandre de Andrade | 1         |
| Draco Engineering         | 17 | Sérgio Paese         | 2-4       |
| Draco Engineering         | 17 | Esteban Tuero        | 5-10      |
| Team Astromega            | 18 | Guillaume Gomez      | 1-9       |
| Team Astromega            | 19 | Marc Goossens        | Todas     |
| Auto Sport Racing         | 20 | Thomas Biagi         | 1-4, 6-10 |
| Auto Sport Racing         | 21 | Gastón Mazzacane     | Todas     |
| Bob Salisbury Engineering | 22 | James Taylor         | 5-10      |
| Alpha Plus                | 24 | Carl Rosenblad       | Todas     |
| Alpha Plus                | 25 | Stephen Watson       | Todas     |
| Edenbridge Racing         | 26 | David Dussau         | 1-2       |
| Edenbridge Racing         | 26 | Tom Kristensen       | 4-6, 9-10 |
| Edenbridge Racing         | 26 | Norberto Fontana     | 8         |
| Edenbridge Racing         | 27 | Peter Olsson         | 1-3       |
| Edenbridge Racing         | 27 | Steve Arnold         | 4         |
| Edenbridge Racing         | 27 | Pedro Couceiro       | 8-10      |
| Pacific Racing            | 28 | Patrick Lemarié      | Todas     |
| Pacific Racing            | 29 | Cristiano da Matta   | Todas     |
| Shannon Racing            | 30 | Tom Kristensen       | 1-2       |
| Shannon Racing            | 31 | Luca Rangoni         | 2         |

## Etapas
|    | Pista             | País        | Dia da corrida         | Voltas | Distância da corrida | Duração     | Velocidade média | Vencedor           | Pole-position  | Volta mais rápida       |
| -- | ----------------- | ----------- | ---------------------- | ------ | -------------------- | ----------- | ---------------- | ------------------ | -------------- | ----------------------- |
| 1  | Nürburgring       | Alemanha    | 11 de maio 1996        | 43     | 4.556=195.908 km     | 1'07:04.885 | 175.227 km/h     | Kenny Bräck        | Kenny Bräck    | Kenny Bräck Jörg Müller |
| 2  | Pau               | França      | 27 de maio 1996        | 72     | 2.76=198.72 km       | 1'28:55.055 | 134.093 km/h     | Jörg Müller        | Tom Kristensen | Tom Kristensen          |
| 3  | Pergusa-Enna      | Itália      | 21 de julho de 1996    | 40     | 4.95=198.00 km       | 1'03:33.989 | 186.891 km/h     | Marc Goossens      | Marc Goossens  | Jörg Müller             |
| 4  | Hockenheim        | Alemanha    | 27 de julho de 1996    | 29     | 6.823=197.867 km     | 0'59:58.819 | 197.932 km/h     | Kenny Bräck        | Kenny Bräck    | Kenny Bräck             |
| 5  | Silverstone       | Reino Unido | 18 de agosto de 1996   | 40     | 5.072=202.880 km     | 1'09:17.948 | 175.656 km/h     | Kenny Bräck        | Kenny Bräck    | Tom Kristensen          |
| 6  | Spa-Francorchamps | Bélgica     | 24 de agosto de 1996   | 22     | 6.968=153.296 km     | 0'48:24.693 | 189.991 km/h     | Jörg Müller        | Tom Kristensen | Jörg Müller             |
| 7  | Magny-Cours       | França      | 14 de setembro de 1996 | 47     | 4.25=199.75 km       | 1'10:45.670 | 169.373 km/h     | Marc Goossens      | Marc Goossens  | Kenny Bräck             |
| 8  | Estoril           | Portugal    | 21 de setembro de 1996 | 46     | 4.36=200.56 km       | 1'14:55.143 | 160.621 km/h     | Ricardo Zonta      | Jörg Müller    | Ricardo Zonta           |
| 9  | Mugello           | Itália      | 28 de setembro de 1996 | 38     | 5.245=199.31 km      | 1'05:44.337 | 181.910 km/h     | Ricardo Zonta      | Ricardo Zonta  | Ricardo Zonta           |
| 10 | Hockenheim        | Alemanha    | 12 de outubro de 1996  | 29     | 6.823=197.867 km     | 0'59:24.317 | 199.848 km/h     | Christophe Tinseau | Jörg Müller    | Jörg Müller             |

## Classificação
| Pos. | Piloto                | NÜR | PAU | PER | HOC | SIL | SPA | MAG | EST | MUG | HOC | Pontos |
| ---- | --------------------- | --- | --- | --- | --- | --- | --- | --- | --- | --- | --- | ------ |
| 1    | Jörg Müller           | 2   | 1   | 2   | 2   | Ret | 1   | 3   | 2   | 2   | Ret | 52     |
| 2    | Kenny Bräck           | 1   | 2   | Ret | 1   | 1   | 5   | 2   | 3   | 3   | DSQ | 49     |
| 3    | Marc Goossens         | Ret | Ret | 1   | Ret | 16  | 2   | 1   | 4   | 6   | Ret | 28     |
| 4    | Ricardo Zonta         | Ret | 3   | Ret | 6   | 3   | 9   | Ret | 1   | 1   | 11  | 27     |
| 5    | Marcos Gueiros        | 3   | Ret | 4   | 3   | 4   | 15  | Ret | Ret | 17  | 2   | 20     |
| 6    | Christophe Tinseau    | 8   | Ret | 3   | 4   | 6   | 6   | 9   | 11  | 11  | 1   | 18     |
| 7    | Tom Kristensen        | 4   | Ret |     | 5   | 2   | 3   |     |     | 4   | Ret | 18     |
| 8    | Laurent Rédon         | 6   | Ret | 10  | Ret | Ret | 12  | 4   | DSQ | 8   | 4   | 7      |
| 9    | Cristiano da Matta    | 9   | 4   | 5   | Ret | Ret | 10  | 5   | 7   | Ret | Ret | 7      |
| 10   | Oliver Tichy          | 11  | DNQ | 6   | Ret | Ret | 8   | Ret | Ret | 7   | 3   | 5      |
| 11   | Christian Pescatori   | 10  | Ret | Ret | 9   | 5   | 4   | Ret | Ret | Ret | Ret | 5      |
| 12   | Thomas Biagi          | Ret | DNQ | 8   | DSQ |     | DNQ | 6   | 6   | 5   | 7   | 4      |
| 13   | Pedro Couceiro        | 5   | Ret | 7   | Ret | Ret | 13  |     | 8   | 15  | Ret | 2      |
| 14   | Elton Julian          | 13  | DNS | Ret | Ret | 7   | 14  | 12  | 18  | 14  | 5   | 2      |
| 15   | Patrick Lemarié       | 12  | 5   | 13  | 10  | 8   | Ret | 8   | 15  | Ret | 8   | 2      |
| 16   | Fabrizio Gollin       | Ret | 10  | 9   | Ret | 9   | 11  | Ret | 5   | 22  | DNQ | 2      |
| 17   | Cyrille Sauvage       | Ret | 7   | Ret | 7   | 10  | 7   | Ret | 13  | 12  | 6   | 1      |
| 18   | Luca Rangoni          |     | 6   |     |     |     |     |     |     |     |     | 1      |
| 19   | Jean-Phillippe Belloc | 7   | 9   | Ret | 8   | 17  | 20  | Ret | 14  | 9   | Ret | 0      |
| 20   | Guillaume Gomez       | Ret | DNS | 12  | 11  | 12  | 18  | 7   | 9   | 10  |     | 0      |
| 21   | Akira Iida            | 14  | 8   | 11  | 12  | 13  | Ret | 14  | 12  | 18  | 9   | 0      |
| 22   | Gastón Mazzacane      | Ret | DNQ | 14  | Ret | 11  | 19  | Ret | 10  | Ret | Ret | 0      |
| 23   | Stephen Watson        | Ret | Ret | Ret | Ret | 18  | 16  | 11  | Ret | 16  | 10  | 0      |
| 24   | Esteban Tuero         |     |     |     |     | 14  | 17  | 10  | Ret | 13  | Ret | 0      |
| 25   | Carl Rosenblad        | Ret | DNQ | Ret | 13  | 19  | Ret | 13  | Ret | 19  | 12  | 0      |
| 26   | James Taylor          |     |     |     |     | Ret | Ret | 15  | Ret | 21  | Ret | 0      |
| 27   | Steve Arnold          |     |     |     |     | 15  |     |     |     |     |     | 0      |
| 28   | Marc Rostan           |     |     |     |     |     |     |     |     | 23  | Ret | 0      |
| –    | Peter Olsson          | DSQ | DNQ | Ret |     |     |     |     |     |     |     | 0      |
| –    | David Dussau          | Ret | Ret |     |     |     |     |     |     |     |     | 0      |
| –    | Sérgio Paese          |     | Ret | DNQ | Ret |     |     |     |     |     |     | 0      |
| –    | Alexandre de Andrade  | Ret |     |     |     |     |     |     |     |     |     | 0      |
| –    | Norberto Fontana      |     |     |     |     |     |     |     | Ret |     |     | 0      |
| Pos. | Piloto                | NÜR | PAU | PER | HOC | SIL | SPA | MAG | EST | MUG | HOC | Pontos |